# Т9 (группа)
Т9 — петербургская хип-хоп-группа. Ажиотаж вокруг группы начался после выхода на экраны телевизионного сериала «Ранетки», где песня Т9 «Ода нашей любви» стала одной из основных музыкальных тем.
В 2014 году проект закрылся, так заявил один из участников группы Владимир Солдатов в статусе в социальной сети «Вконтакте».

## История
Группа «Т9» — Владимир Солдатов и Марина Иванова — каждый сам для себя пишет тексты, музыку делают вместе. «Т9» живут и творят в Питере. Коллектив признается, что на их творчество влияет Питер, этот город — это их муза. Ажиотаж вокруг группы появился после выхода сингла Т9 «Ода нашей любви (Вдох-выдох)» (в качестве музыкального ряда которой, использовалась композиция Tears Of The Ocean, японской пианистки Кэйко Мацуи). По данным TopHit песня «Ода нашей любви (Вдох-выдох)» стала самой популярной русскоязычной композицией 2007 года на радиостанциях России.
Первый видеоклип на песню «Ода нашей любви» был снят для группы Кинокомпанией HHG ещё в 2008 году и сразу же стал лидером чартов практически всех музыкальных телеканалов. В 2007 году в ротации телеканалов появилось новое видео от Т9 — клип на песню «Черновики грусти».
5 июня 2007 года Т9 выступили в Олимпийском на Премии МУЗ-ТВ (номинации: Лучшая песня; Лучший хип-хоп проект). А 25 июня были удостоены премии Бог эфира в номинации «Лучший саундтрек». В ноябре 2007 года группа Т9 стала лауреатом премии «Золотой граммофон».
Группой был написан саундтрек к молодёжной комедии «Пикап: съём без правил», премьера которого состоялась в России 3 декабря, также был снят видеоклип на главную песню фильма, которой стала новая песня группы Т9 «Дай мне пару минут».
В марте 2010 года в федеральной ротации музыкальных телеканалов страны появился видеоклип группы Т9 и Юли Савичевой. Съемки клипа на песню «Корабли» под руководством режиссёра Евгения Курицына прошли в конце прошлой осени на пересохшем Аральском море.
В апреле 2010 года группа «Т9» сняла очередной видеоклип на Кипре. В ротации телеканалов клип появился в мае 2010 года, новое видео группа «Т9» сняла на песню «Летняя».
К 65-летию Великой Победы группа «Т9» записала дуэт с Александром Розенбаумом, под названием «А может не было войны…».
В 2009—2010 «Т9» приняли участие в рекордном количестве съемок шоу и концертов на самых рейтинговых телеканалах страны (Первый канал, Россия, МУЗ-ТВ, MTV), эти годы стали для артистов рекордными по количеству выступлений на крупных площадках — Красная и Дворцовая площади, Олимпийский, Лужники, Ледовый дворец, СКК. За 3 года существования коллектив «Т9» дал около двухсот концертов.
Весной 2011 года впервые за годы работы состав группы изменился и выглядит следующим образом: Владимир (Vажный) — солист, Марина — солистка, битбоксер BeatWell и саксофонист-виртуоз mr. Nuts (экс-участник телепроекта ДОМ-2). В этом же году обновленный состав «Т9» обратится к радиослушателям с несколькими мейнстримовыми синглами. Как пишет сам Владимир Солдатов, группа Т9 закончила своё существование.
В 2015 году Владимир Солдатов вошел в группу Банд’Эрос.

## Состав группы
- Владимир Солдатов — музыка, текст, вокал, рэп
- Марина Иванова — музыка, текст, вокал

### Бывшие участники
- Максим Treez (Зуев)
- BeatWell (Валентин Фокин) — битбокс

## Дискография
- 2008 — «Вдох-Выдох»[3] (переиздание в 2009 году)
- 2013 — «Эхо»[4]